# Qualcomm
A Qualcomm Inc. amerikai félvezetőket, processzorokat, és telekommunikációs eszközöket gyártó és fejlesztő multinacionális vállalat. A Qualcomm főleg az ARM architektúrájú processzorairól, grafikus chipjeiről ismert, amelyeket mobiltelefonokban, tabletekben, hordozható számítógépekben, routerekben, és okos eszközökben használnak fel. A vállalatot 1985-ben alapították amerikai egyetemi tanárok és üzletemberek. Az első fejlesztésük egy műholdas navigációval kapcsolatos szolgáltatás volt, később orientálódtak a jelenlegi üzleti profiljuk irányába. 2015-ben a vállalat megvált néhány ezer alkalmazottjától, hogy racionalizálhassa a működését.

## Chipjeik
A Qualcomm Snapdragon sorozat egy ARM architektúrájú SoC processzorcsalád, amelyet a Qualcomm tervezett.
Qualcomm Snapdragon QSD8250: Az első tagja a processzorcsaládnak, amely egy 1 GHz-s órajelen működő egy magos ARM v7 architektárjú 32 bites processzor.
Qualcomm Snapdragon 8260 és 8660: 1,7+ Ghz-en működő processzorok 2 db 32 bites ARM processzormagot tartalmaznak.
Qualcomm Snapdragon MSM8960: 2 db 1,5 GHz-s processzormag, mellette Adreno 225 IGP foglal helyet. A processzor 2012-ben jelent meg.
Qualcomm Snapdragon 200: A chip több SIM kártya vezérlését is támogatja. A 4 magos, ARM Cortex A7 vagy A5 processzorok beépítését is lehetővé tevő megoldás 1,4 Ghz-t tesz lehetővé maximum, LPDDR2 memóriavezérlő és Andreno 203 vagy 302 grafikus chip mellett.
Qualcomm Snapdragon 400: A 200-as modell erősebb változata, amely HD felbontású videórögzítést is támogat 30 fps mellett, beépített h264 és h265 codekkel rendelkezik. Andeno 306 IGP-je lehetővé teszi a maximum 1920x1200-as felbontást. A processzor maximális órajele 1,7 GHz.  LPDDR2 és LPDDR3 memóriavezérlővel is rendelkezik.
Qualcomm Snapdragon 600: A processzor órajele 1,9 GHz maximum. 533 MHz-es LPDDR3 memóriavezérlővel rendelkezik. Andreno 320-as IGP-je OpenGL ES 3.0 támogatással is rendelkezik. A HD videófelvételt és lejátszást támogatja, a chip maximum 4 db 32 bites processzormagot tartalmazhat.
Qualcomm Snapdragon 800: A 4 magos 32 bites processzor erős IGP-vel rendelkezik, támogatja a 4k felbontású videók rögzítését és lejátszását. A processzor órajele 2,3 GHz. Memóriavezérlője 800 MHz-es, 28 nm-en gyártják.
Qualcomm Snapdragon 805: 32 bites, 2,7 Ghz-es négymagyos processzor. Támogatja az 55 megapixeles kamerák kezelését, kétcsatornás LPDDR3 memóriavezérlővel rendelkezik.
Qualcomm Snapdragon 810: 8 magos, 64 bites LITTLE.big sémájú processzor, 2 Ghz-es órajelen. Támogatja az 55 megapixeles kamerák kezelését, kétcsatornás LPDDR4 memóriavezérlővel rendelkezik (1600 Mhz). 20 nanométeres gyártástechnológiával készül.